# Belle-Alliance
Koordinaten: 50° 40′ N, 4° 25′ O

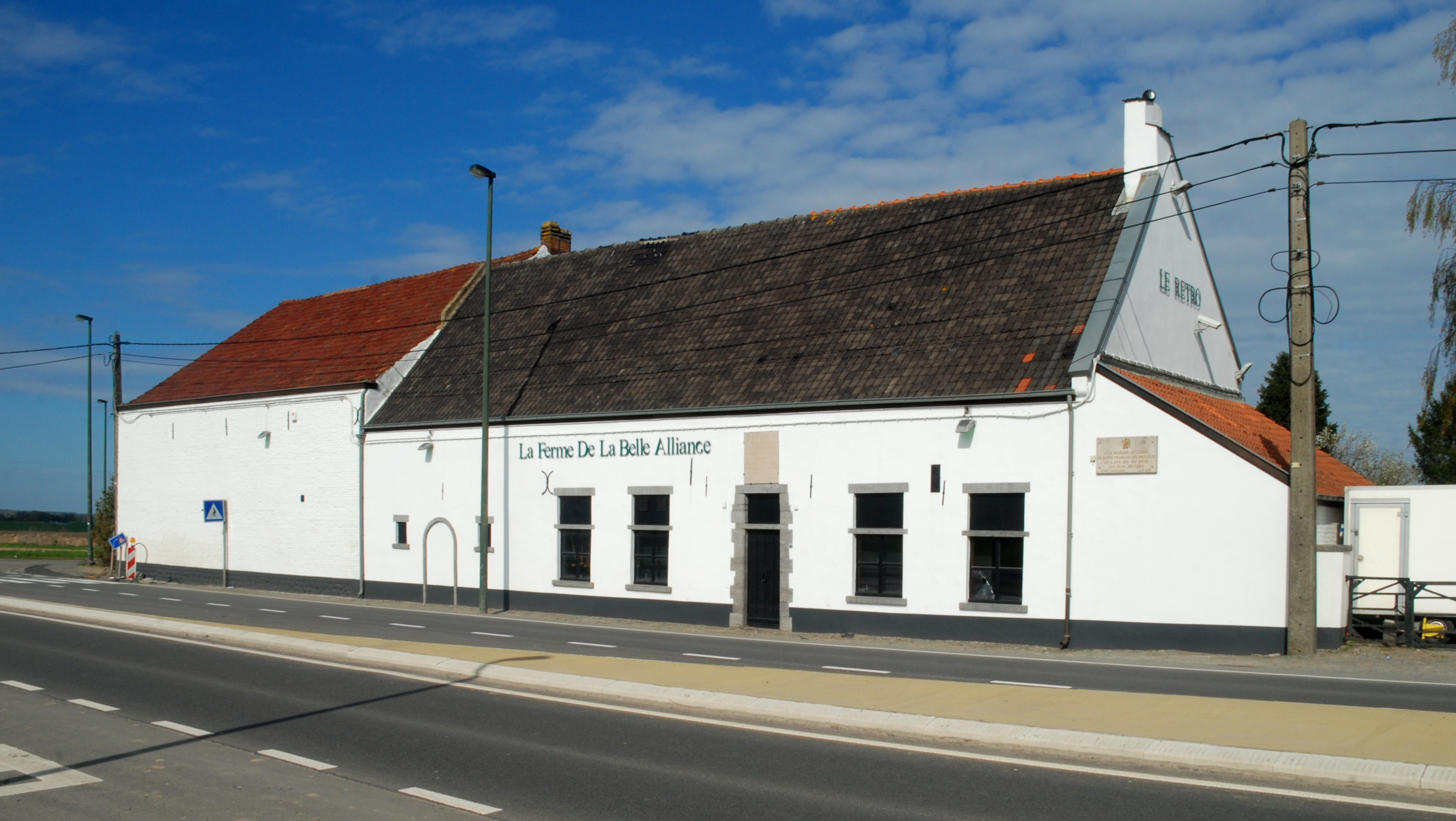
Belle-Alliance.

Belle-Alliance [bɛl a.ljɑ̃s] (französisch für „Schöne Verbindung“ oder „Schönes Bündnis“) ist die Bezeichnung eines ehemaligen Gasthauses, das Napoleon Bonaparte in der Schlacht bei Waterloo als Hauptquartier gedient hat. In der preußischen und deutschen Geschichtsschreibung wurde bis ins 20. Jahrhundert auch der Name „Schlacht bei“ oder „von Belle-Alliance“ verwendet. Dies ist auf Blücher zurückzuführen, der schon in seinen Berichten am 21. Juni 1815 diesen Namen benutzte.

## Lage und Geschichte
Das Gebäude steht heute an der N 5 von Paris nach Brüssel unweit von Plancenoit, an einer Kreuzung mitten auf dem Schlachtfeld von Waterloo. Es beherbergt heute ein Geschäft für Badezimmerausstattung, hat aber seinen historischen Namen erhalten. Ebenjenen hatte die Kneipe 1765 anlässlich der Heirat eines jungen Knechts mit einer alten Witwe erhalten.

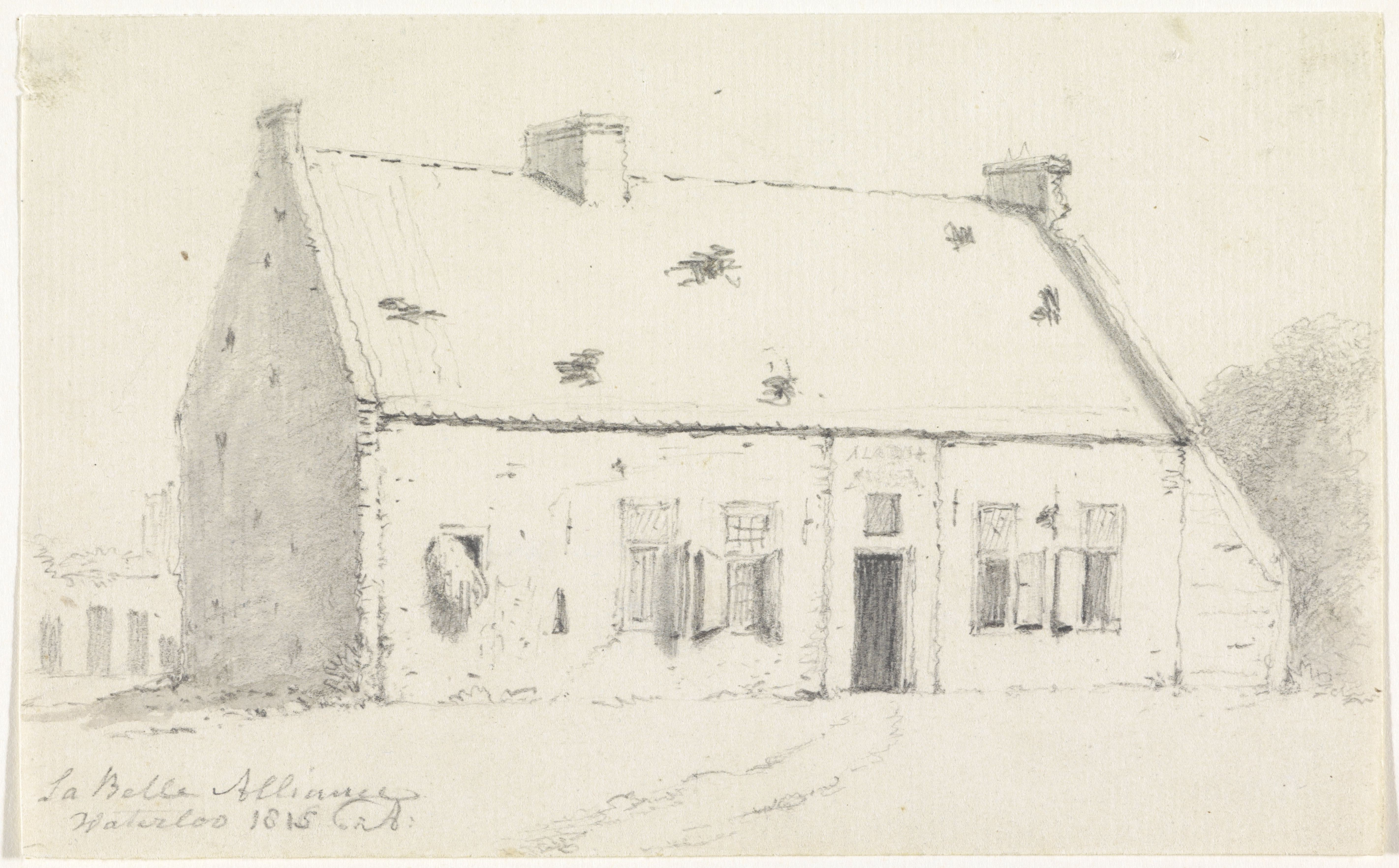
Zeichnung 1815
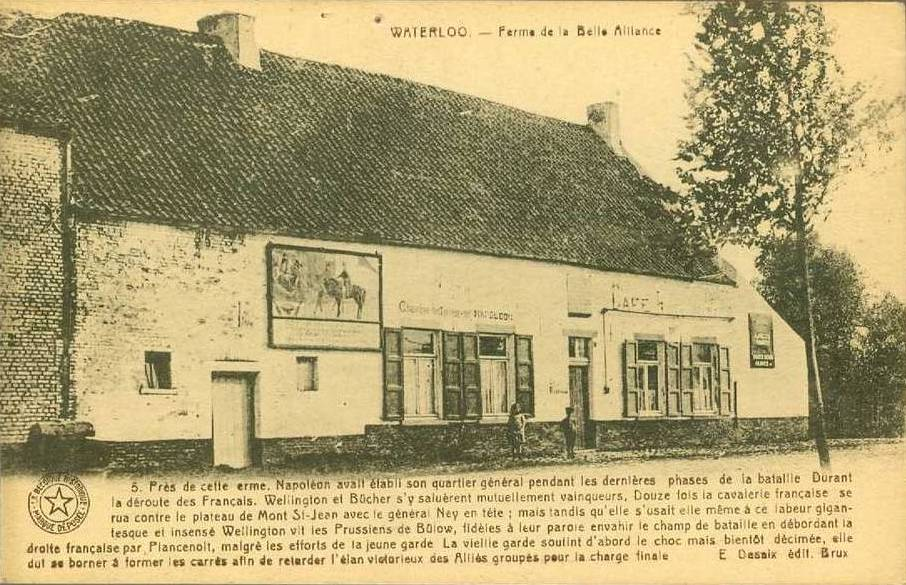
Postkarte
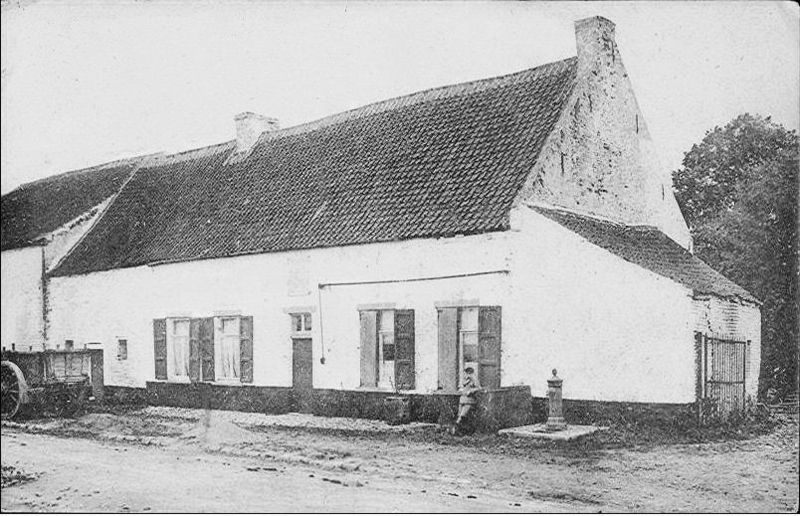
Gasthaus 1880
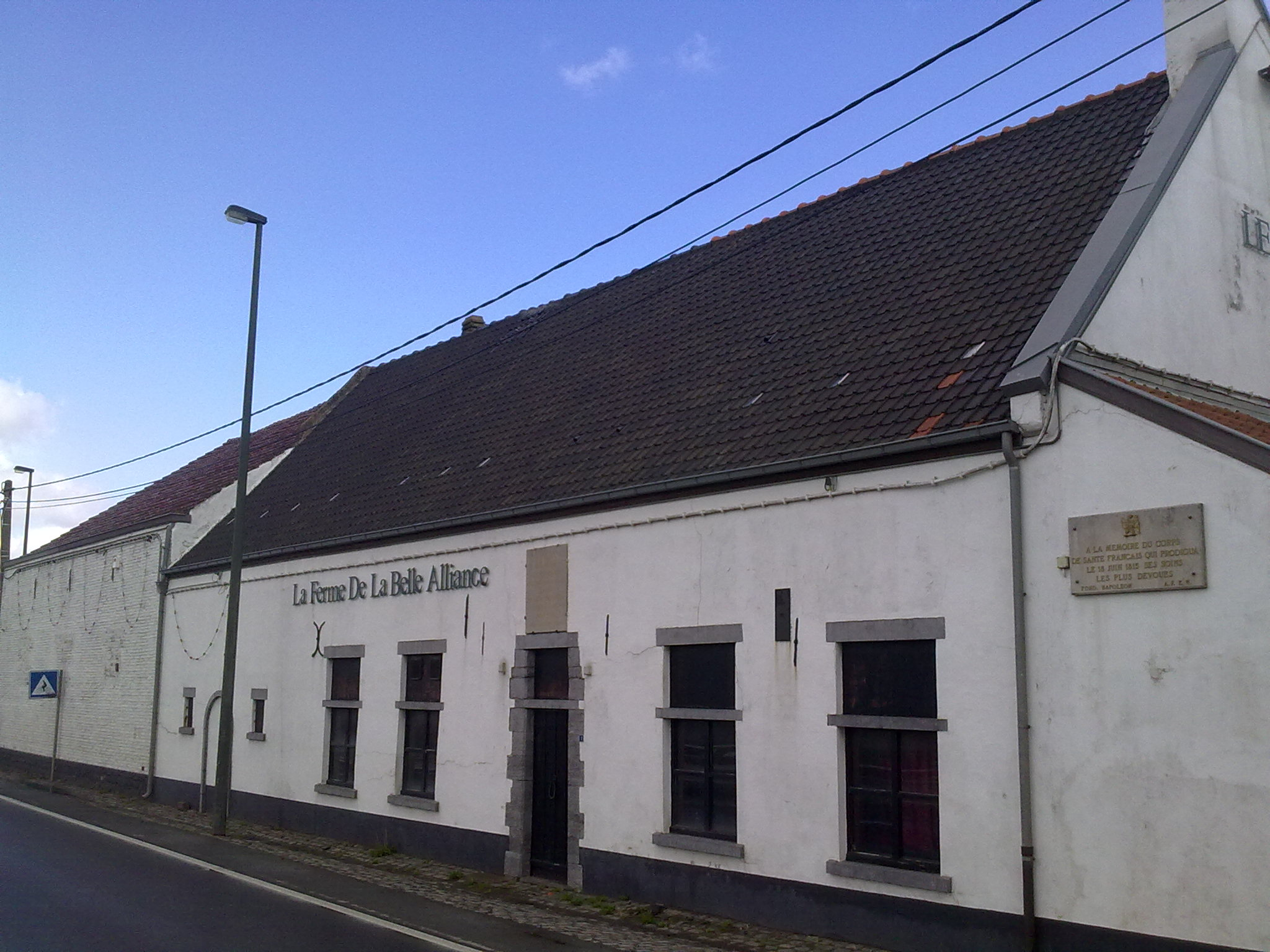
Gasthaus 2012
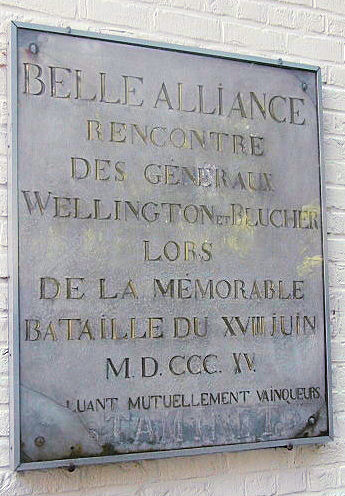
Gedenktafel

## Historische Begebenheit
Vom Gasthaus „Belle-Alliance“ aus leitete Napoleon, neben dem Decosters Haus die Schlacht bei Waterloo. Dort empfing Blücher, dessen Truppen das Hauptquartier erobert hatten, Wellington am Abend nach der Schlacht. Beide Oberbefehlshaber hätten sich dort zu ihrem Sieg gratuliert und konzentrierte Maßnahmen für die Verfolgung des Feindes beschlossen; so berichtet es Blüchers Adjutant August Ludwig von Nostitz in seinem Tagebuch. Ein weiterer Bericht liegt von William Maynard Gomm vor, der beschreibt, dass das Treffen sicherlich nicht in der La Belle Alliance stattgefunden habe, sondern an einem Ort in der Nähe, an dem die Preußen berechtigt waren, die Anwendung eines so angemessenen Namens geringfügig zu erweitern. Der Treffpunkt wäre an oder in der Nähe eines kleinen Bauernhauses mit dem Namen Maison Rouge am Straßenrand zwischen „La Belle Alliance“ und Rossomme gewesen. Auch Wellington erinnert sich an „La Maison Rouge“. Aber die Entfernung zwischen dem Bauernhaus und Belle Alliance war unerheblich. Die Begegnung wird in vielen bildlichen Darstellungen überliefert. Wellington hatte, wie auch sein Gegner Napoleon, die Stellung seiner Truppen schon in den Tagen vor der Schlacht mit dem Namen des Dorfes Waterloo beschrieben. Der preußische Feldherr Blücher bemühte sich mit der Namenswahl „Belle-Alliance“, die alliierten Armeen gleichberechtigt zur Geltung kommen zu lassen, wobei ihm wohl auch die Doppeldeutigkeit des Namens gefallen hat. Wellington, der das Feld gewählt und eine alliierte Armee befehligt hatte, die den ganzen Tag gegen die Franzosen gekämpft hatte, empfahl stattdessen Waterloo, das Dorf nördlich des Schlachtfeldes, in dem er selbst die letzte Nacht verbracht hatte. Es gibt einen einzigen La Belle Alliance Square in Großbritannien in Ramsgate bei Kent. Der Name „Waterloo“ setzte sich jedoch international durch.

„Das Corps von Bülow hatte, wie wir oben gesehen haben, um ½ 6 Uhr einen Teil von Planchenoit erobert. Gleich darauf erhielt der Feind eine Verstärkung durch die jungen Garden und den Befehl zum Angriff. Es gelang ihm, das Dorf Planchenoit wieder zu erobern. Zu dieser Zeit war das 2te preußische Armee-Corps bereits auf dem Schlachtfelde angekommen und hatte eine Brigade nach Marensart detachirt.
Ein neuer Angriff wurde vom 4ten Crops auf Planchenoit unternommen – allein, er gelang nicht. Nun rückten Truppen des 2ten Corps mit in die Linie und die 5te Brigade griff mit der 16ten gemeinschaftlich an; 2 Bataillons umgingen das Dorf, es zur rechten liegen lassend. Der Feind wurde aus Planchenoit geworfen, Kanonen genommen und Gefangene gemacht. Die Reste des Feindes gerieten in eben die Unordnung, als die große Masse, welche eben sich bei der Maison du Roi auf der Chaussee fortwälzte.
Wenn das Dorf Planchenoit eine Stunde früher genommen wurde, so könnte die feindliche Armee nicht auf der Chaussee nach Jenappe zurück gehen. Der größte Teil der Artillerie war aber teils auf dem Schlachtfelde, teils in den engen Passagen der Dörfer auf der Chaussee stehen geblieben.
Nach der Wegnahme von Planchenoit wurde es völlig dunkel.
Bei dem Zusammentreffen der beiden Feldmarschälle bei dem Vorwerk Belle-Alliance am Abend 9 Uhr zeigte es sich, dass die Verfolgung des Feindes nicht von beiden Armeen auf einer Straße stattfinden könne, ohne dass Unordnung darauf entstehen würde. Der Fürst Blücher erbot sich zur Verfolgung, und es wurde ausgemacht, dass die englische- hannoverisch-batavische Armee über Nivelles und Binch in Frankreich eindringen würde, während die preußische Armee den Feind auf dem Fuß folgen werde.“

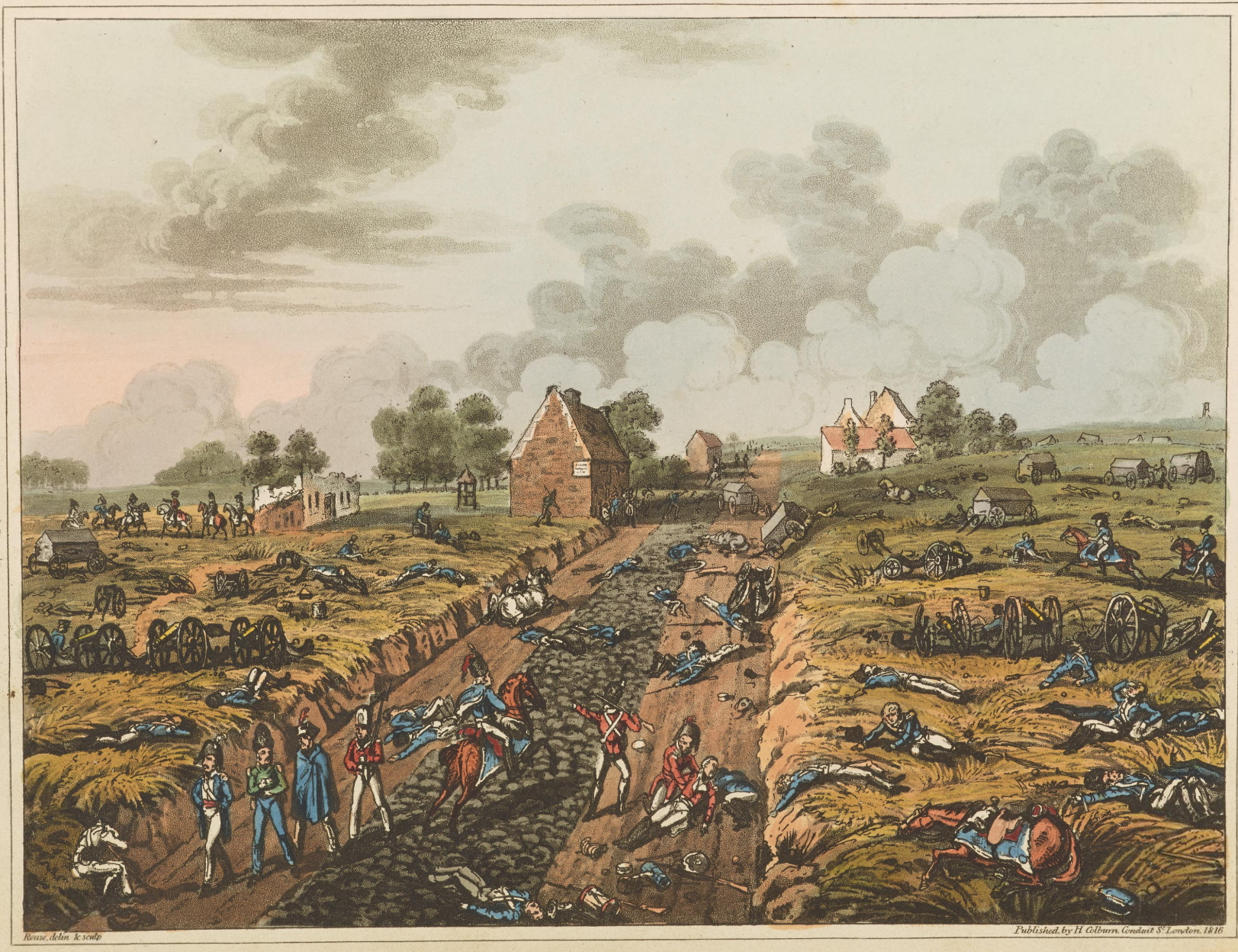
Belle-Alliance als französisches Hauptquartier
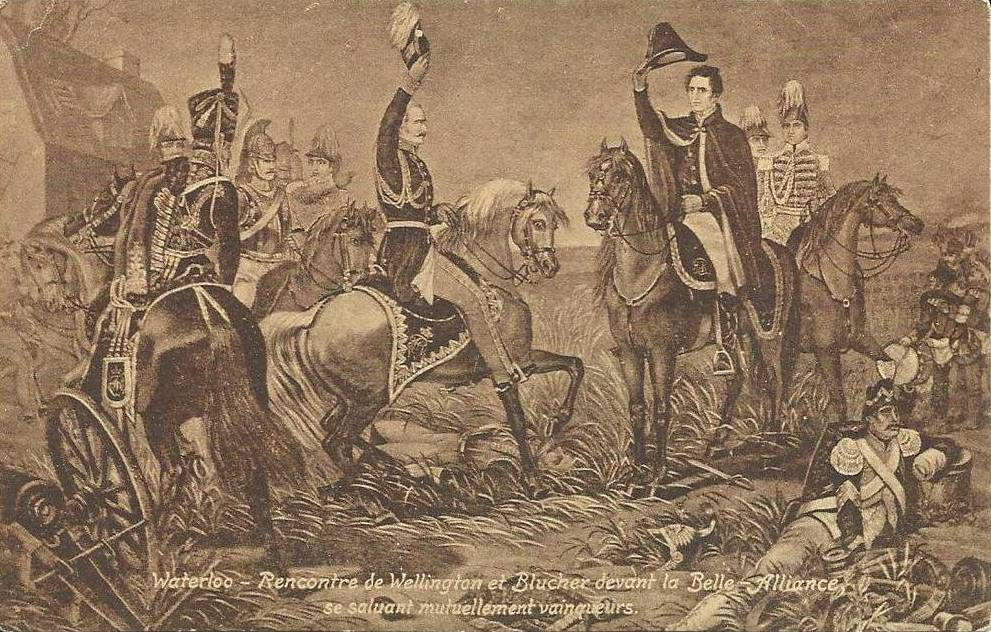
Das „historische“ Treffen
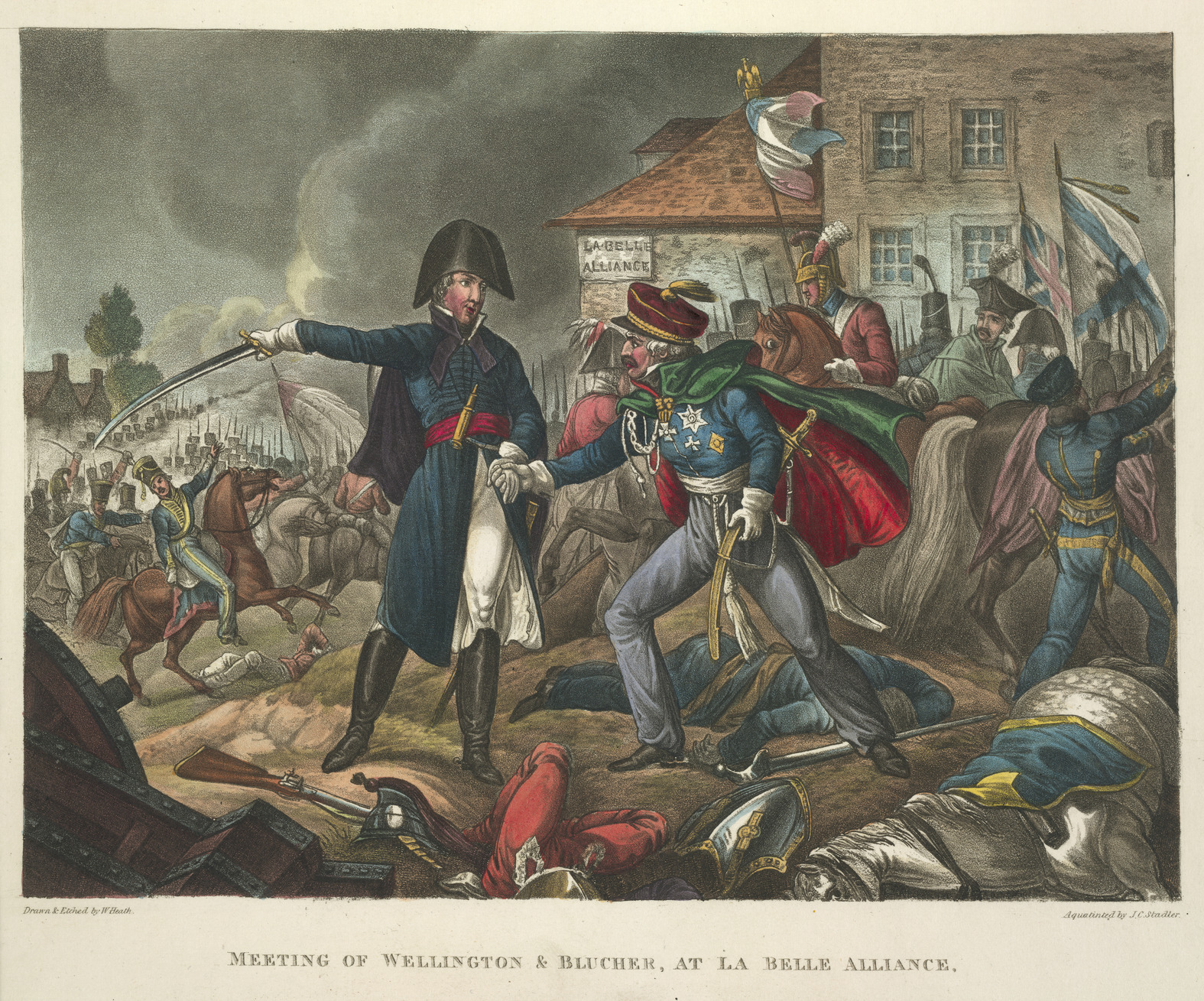
Das „historische“ Treffen
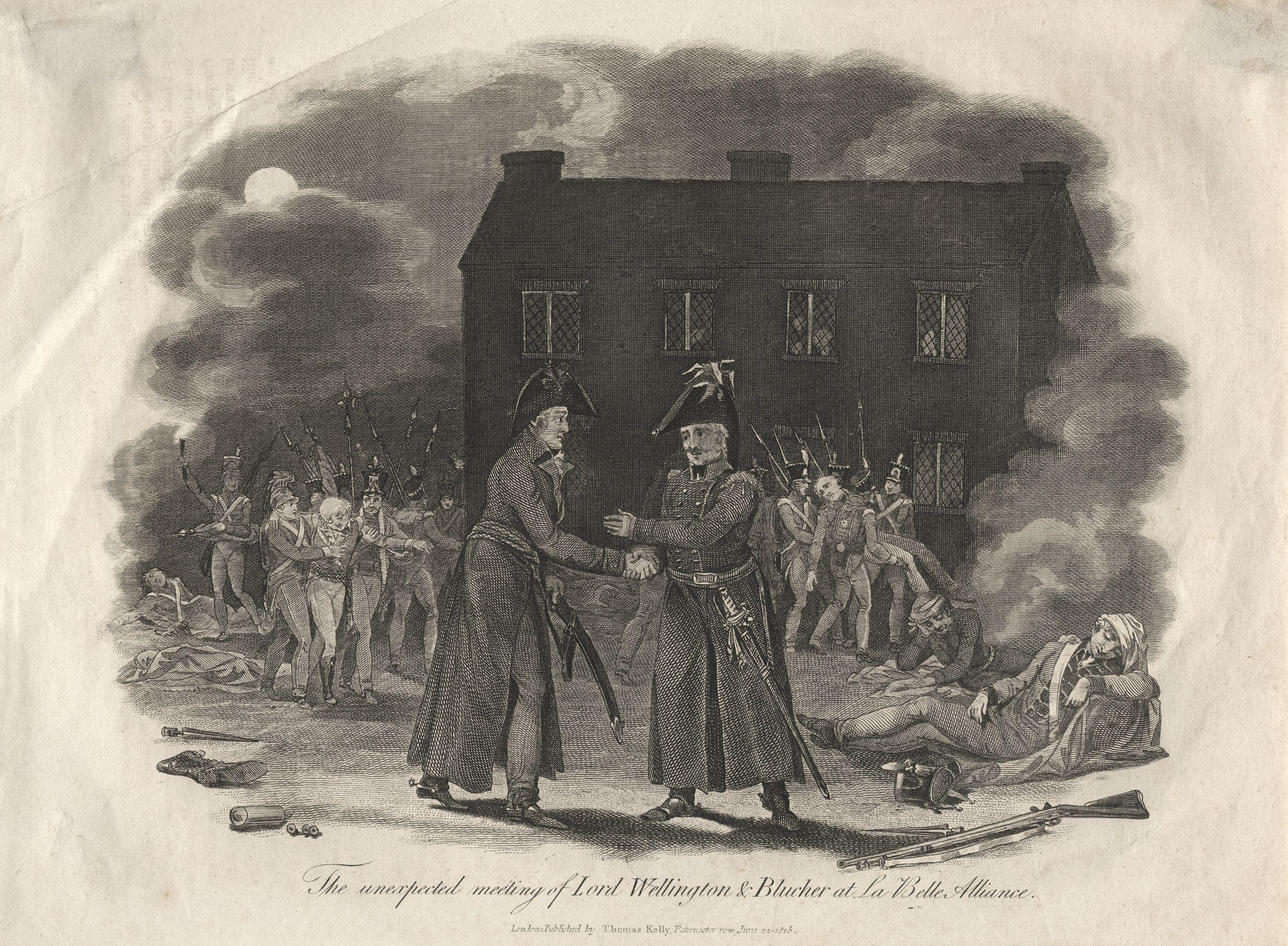
Das „historische“ Treffen
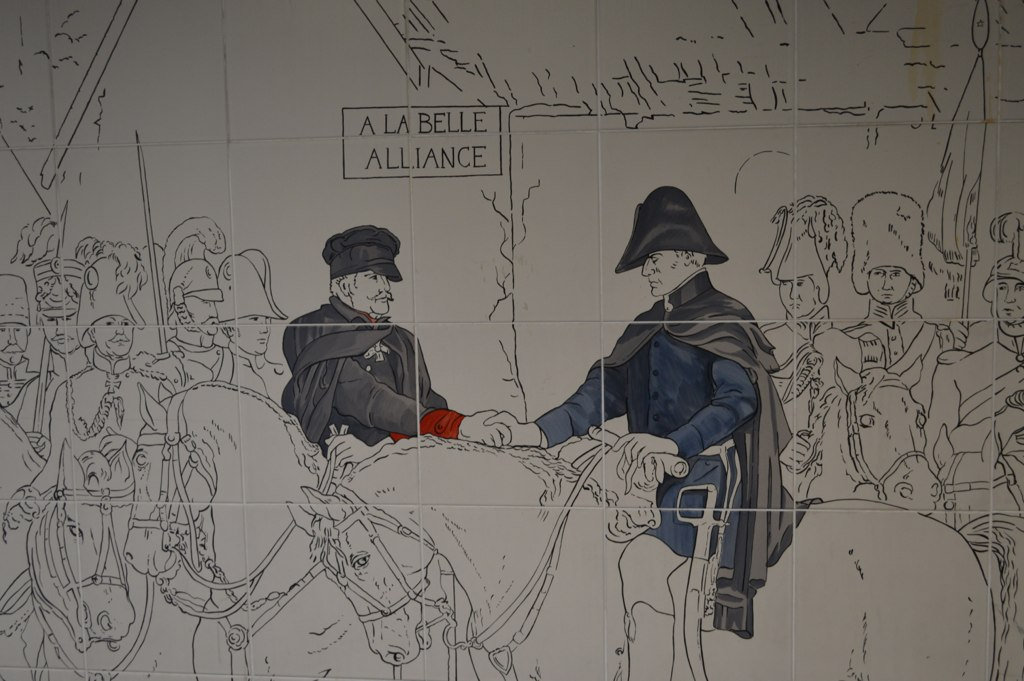
Das historische Treffen im Hyde Park

## Orte in Berlin
In der preußischen Hauptstadt Berlin erinnerten die Namen dreier Plätze an die wichtigsten Orte der Befreiungskriege. Vor dem westlichen Stadtausgang lag vor dem Brandenburger Tor das „Quarre“. Es erhielt 1814 nach der Rückkehr der siegreichen Armee aus dem eroberten Paris den Namen Pariser Platz. Der Platz am Stadtausgang nach Südwest, das „Oktogon“, wurde im selben Jahr nach der kriegsentscheidenden Völkerschlacht bei Leipzig in „Leipziger Platz“ umbenannt. Als ein Jahr später mit der Schlacht bei Belle Alliance die Befreiungskriege ihr Ende fanden, bekam das am südlichen Stadtausgang gelegene „Rondell“ vor dem Halleschen Tor den Namen „Belle-Alliance-Platz“. Die Funktion als repräsentative Stadteingänge unterstrichen 1824 am Leipziger Platz Schinkels Neues Potsdamer Tor und 1843 am Belle-Alliance-Platz eine Friedenssäule von Christian Daniel Rauch sowie 1879 Torbauten von Johann Heinrich Strack. Zugleich erhielt die über den Landwehrkanal in der Verlängerung der Friedrichstraße liegende, jetzt in Stein gebaute Brücke den Namen „Waterloo-Brücke“.
Seit 1821 trug das unweit gelegene Nationaldenkmal für die Befreiungskriege auch die Inschrift „Belle Alliance den 18. Juni 1815“.
Bereits in den 1860er Jahren, als die Namen für die nach dem Hobrecht-Plan anzulegenden Straßen in der nach Berlin eingemeindeten Tempelhofer Vorstadt vergeben wurden, war der vom Belle-Alliance-Platz über den Landwehrkanal nach Süden führende „Tempelhofer Weg“ in „Belle-Alliance-Straße“ umbenannt worden. Auch die anderen Straßen hatten Namen mit Bezug zu den Befreiungskriegen erhalten. Weil die Namen des Hauptstraßenzugs an preußische Feldherrn erinnerten, hieß das Stadtplanungsgebiet Generalszug.
Im Februar 1946 benannte der von der sowjetischen Besatzungsmacht eingesetzte Magistrat Werner den Belle-Alliance-Platz und die gleichnamige Straße nach dem marxistischen Historiker Franz Mehring. Die Umbenennung betraf auch den U-Bahnhof Belle-Alliance-Straße. Dagegen durften die in der Nähe gelegenen Straßen „Waterloo-Ufer“, „Gneisenaustraße“ und „Blücherstraße“ und der „Blücherplatz“ ihre Namen behalten.